# Ozyptila rigida
Ozyptila rigida är en spindelart som först beskrevs av O. Pickard-Cambridge 1872.  Ozyptila rigida ingår i släktet Ozyptila och familjen krabbspindlar. Inga underarter finns listade i Catalogue of Life.